# Los amantes pasajeros
Los amantes pasajeros is een Spaanse filmkomedie uit 2013 onder regie van Pedro Almodóvar.

## Verhaal
Een vliegtuig is op weg naar Mexico. Wanneer het toestel neer dreigt te storten, valt ook de verbinding weg met de buitenwereld. De passagiers zijn dan ook volledig op zichzelf aangewezen. Omdat ze vrezen voor hun leven, delen ze hun geheimen met elkaar.

## Rolverdeling
| Acteur                   | Personage     |
| ------------------------ | ------------- |
| Javier Cámara            | Joserra       |
| Antonio de la Torre      | Álex Acero    |
| Raúl Arévalo             | Ulloa         |
| Carlos Areces            | Fajas         |
| Hugo Silva               | Benito Morón  |
| Lola Dueñas              | Bruna         |
| Cecilia Roth             | Norma Boss    |
| Guillermo Toledo         | Ricardo Galán |
| Miguel Ángel Silvestre   | Bruidegom     |
| Laya Martí               | Bruid         |
| José María Yazpik        | Infante       |
| Blanca Suárez            | Ruth          |
| Pepa Charro              | Piluca        |
| Antonio Banderas (cameo) | León          |
| Penélope Cruz (cameo)    | Jessica       |